# Wilfried Bork
Wilfried „Wille“ Bork (* 18. Februar 1945; † 9. Juni 2015) war ein deutscher Handballspieler, der in der Feldhandball-Bundesliga auflief.
Bork spielte zwischen 1955 und 1972 beim SV Harleshausen. Ab seinem 17. Lebensjahr gehörte Bork dem Kader der ersten Herrenmannschaft an, bei der er auf der Position Halblinks eingesetzt wurde. 1967 gelang ihm mit Harleshausen den Aufstieg in die Feldhandball-Bundesliga. Nachdem Bork Harleshausen verlassen hatte, lief er für den Bezirksligisten Gieselwerder auf.